# Salen (naturreservat)
Salen är ett marint naturreservat i Sundsvalls kommun i Västernorrlands län.
Området är naturskyddat sedan 2008 och är 703 hektar stort. Reservatet omfattar hav och kust på södra halvön Bjrökön. Reservatet omfattar havsbottnar, avsnörda vikar som förvandlats till sötvatten och av myrar.